# République de l'Indian Stream
1832–1835
Entités précédentes :
- Bas-Canada

Entités suivantes :
- New Hampshire

La république de l'Indian Stream est entre 1832 et 1835 un État non reconnu entre le Nord-Est des États-Unis et l'Est du Canada. Son nom provient de la rivière Indian Stream, qui coule sur son territoire de 131 km2. Elle compte environ 300 habitants lors de sa période d'indépendance.

## Histoire
L'installation de colons européens fut permise grâce aux concessions fait de part et d'autre par des autochtones abénaquis qui occupaient auparavant ce territoire. 
L'établissement de la République d'Indian Stream prend racine à la signature du traité de Paris en 1783, qui met fin à la guerre d'indépendance des États-Unis : le tracé de la frontière entre la colonie britannique de Québec et les États-Unis est ambigu là où coule le fleuve Connecticut. Un contentieux territorial naît, qui oblige les habitants à payer des taxes à la fois au New Hampshire et au Bas-Canada. En 1832, ceux-ci proclament leur indépendance et fondent la République d'Indian Stream. Luther Parker, qui vit là depuis 1827, devient le premier et seul dirigeant de cette république,.
Menacés par le shérif du comté de Coös d'une invasion terrestre par les États-Unis, les membres de la République décident de capituler le 4 août 1835.
Le traité Webster-Ashburton règle le litige frontalier en 1842, et attribue l'ancien territoire de la République à l'État du New Hampshire.
En 2019, un parcours touristique des deux côtés de la frontière a été créé pour rappeler l'existence de cette République.